# بونتوس فيرنبلوم
بونتوس أندرس مايكل فيرنبلوم (بالسويدية: Pontus Anders Mikael Wernbloom) (مواليد 25 يونيو 1986 في كونغالف، السويد) لاعب كرة قدم سويدي يجيد اللعب في مركز الوسط المحوري ويلعب حاليا في سسكا موسكو الروسي منذ 2012.

## روابط خارجية
- بونتوس فيرنبلوم على موقع الاتحاد الدولي (مؤرشف)  (الإنجليزية)
- بونتوس فيرنبلوم على موقع الاتحاد الأوربي (الإنجليزية)
- بونتوس فيرنبلوم على موقع اتحاد السويد (السويدية)
- بونتوس فيرنبلوم على موقع قاعدة بيانات كرة القدم.إي يو (الإنجليزية)
- بونتوس فيرنبلوم على موقع ناشيونال فوتبول تيمز (الإنجليزية)
- بونتوس فيرنبلوم على موقع Soccerbase.com (لاعب) (الإنجليزية)
- بونتوس فيرنبلوم على موقع Soccerway.com (الإنجليزية)
- بونتوس فيرنبلوم على موقع عالم كرة القدم.نت (الإنجليزية)
- بونتوس فيرنبلوم على موقع AS.com (الإسبانية)